# Anoushka Shankar
Anoushka Shankar (ur. 9 czerwca 1981) – instrumentalistka grająca na sitarze muzykę etniczną, inspirowaną głównie klasyczną muzyką indyjską, w szczególności tradycją muzyki hindustańskiej z północnych Indii.
Urodziła się w Londynie w 1981 roku, jej ojcem był Ravi Shankar. Gry na sitarze uczyła się, przy boku ojca, od ósmego roku życia. Jej debiuty artystyczne związane są naturalnie z działalnością artystyczną ojca.
Obecnie ma już znaczące osiągnięcia, a w jej przedsięwzięciach brał udział jej ojciec, a ponadto kilku innych muzyków Philip Glass, Sting i przyrodnia siostra Norah Jones.

## Dyskografia
Albumy studyjne
| Anoushka                                | - Data: 20 października 1998 - Wydawca: Angel Records       | –   | – | –   | –  | –  |
| Anourag                                 | - Data: 15 sierpnia 2000 - Wydawca: Angel Records           | –   | – | –   | –  | –  |
| Rise                                    | - Data: 27 września 2005 - Wydawca: Angel Records           | –   | 2 | –   | –  | –  |
| Traveller                               | - Data: 17 października 2011 - Wydawca: Deutsche Grammophon | –   | 2 | 144 | 62 | –  |
| Traces of You                           | - Data: 4 października 2013 - Wydawca: Deutsche Grammophon  | 185 | 1 | 190 | 90 | 77 |
| Home                                    | - Data: 10 lipca 2015 - Wydawca: Deutsche Grammophon        | –   | 3 | –   | –  | –  |
| Land of Gold                            | - Data: 1 kwietnia 2016 - Wydawca: Deutsche Grammophon      | –   | 5 | –   | –  | –  |
| „–” oznacza, że album nie był notowany. |                                                             |     |   |     |    |    |

Współpraca
| Tytuł                                   | Dane dot. albumu                                      | Pozycja na liście | Pozycja na liście |
| Tytuł                                   | Dane dot. albumu                                      | USA World         | FRA               |
| --------------------------------------- | ----------------------------------------------------- | ----------------- | ----------------- |
| Breathing Under Water (oraz Karsh Kale) | - Data: 28 sierpnia 2007 - Wydawca: Manhattan Records | 6                 | 177               |

Albumy koncertowe
| Tytuł                 | Dane dot. albumu                                      |
| --------------------- | ----------------------------------------------------- |
| Live at Carnegie Hall | - Data: 23 października 2001 - Wydawca: Angel Records |